# Buchyn gol
Buchyn gol je řeka v provincii Čching-chaj v ČLR. Je přibližně 250 km dlouhá. Povodí má rozlohu 15 000 km².

## Průběh toku
Pramení v horském hřbetu Su-le-nan-šan v pohoří Nan-šan. Na horním toku je říční údolí hluboké a úzké, zatímco na dolním toku je široké, přičemž se řeka rozděluje na ramena.

## Vodní režim
Řeka je největším přítokem jezera Kukunor, do něhož ústí ze západu.

## Využití
Dolina řeky je využívaná k pastvě dobytka. Na řece se nachází obydlené místo Tchien-ťün.